# Zwarte zegge
De zwarte zegge (Carex nigra) is een overblijvend kruid dat behoort tot de cypergrassenfamilie (Cyperaceae). De soort staat op de Nederlandse Rode lijst van planten als algemeen voorkomend en stabiel of toegenomen. De plant komt van nature voor in Europa, West-Azië, Noordwest-Afrika en oostelijk Noord-Amerika.
De plant wordt 5-70 cm hoog en heeft meestal vrij lange, maar soms korte wortelstokken met uitlopers. De dunne, scherp driekantige, meestal ruwe, vaak iets gekromde stengels zijn 1 mm dik. De grijsgroene bladeren zijn 1-3 (5) mm breed en hebben alleen aan de bovenzijde huidmondjes. Verdroogde bladeren hebben naar boven toe omgerolde randen. De onderste, bruine of roodbruine bladscheden rafelen niet of maar een beetje. 
Zwarte zegge bloeit van april tot in juni. Aan de bloeiwijze zit een mannelijke aar soms met nog een kleinere, tweede mannelijke aar aan de voet. Daaronder zitten 1-3 (4) vrouwelijke aren. De aren zijn 1-3 (5) cm lang. De bloemen hebben twee stempels. Het onderste, bladachtige schutblad is meestal korter dan de bloeiwijze, heeft geen bladschede, maar wel twee, zwartachtige, stengelomvattende oortjes. De kafjes zijn donkerbruin tot zwart met een groene middenstreep (kiel). Het 2-3,5 mm lange, zwak generfde, groene urntje heeft een bruine tot zwart aangelopen top, is op doorsnede afgeplat eirond en heeft een zeer korte snavel. De urntjes zijn vaak in zes duidelijke rijen geplaatst. Het urntje is een soort schutblaadje dat geheel om de vrucht zit.
De vrucht is een driekantig nootje.
Zwarte zegge komt voor in natte graslanden en heidevelden, in veenmoerassen, in duinvalleien en soms op droge zandgrond.